# Agustín Feced
Agustín Feced (Acebal, 11 de junio de 1921-Formosa, 21 de julio de 1986) fue un mayor y comandante de la Gendarmería Nacional Argentina, y jefe de la Policía de la Provincia de Santa Fe para la ciudad de Rosario, durante el terrorismo de Estado. Estuvo a cargo del II Cuerpo de la policía provincial, y también fue parte del Batallón de Inteligencia 601 del Ejército Argentino desde junio de 1974, antes del comienzo de la dictadura militar, en los últimos días de la presidencia de Perón. Fue declarado muerto en 1986, pero existen sospechas fundadas de que seguía con vida después de esta fecha.
Entre 1976 y 1979, bajo la dictadura del Proceso de Reorganización Nacional, Feced fue el jefe del Servicio de Informaciones del II Cuerpo de la Policía de Santa Fe, que hacía las veces de un centro clandestino de detención (el principal en la zona, de un total de alrededor de 10). Su oficina coordinó el régimen represivo en Rosario y sus áreas vecinas.
Feced es conocido por haber participado en los secuestros, en sesiones de tortura cuando la víctima fue por alguna razón interesante para él, y en los asesinatos, que se llevaron a cabo a menudo en lugares lejanos y, a veces se hacían pasar como enfrentamientos entre la policía y los militantes armados. Dos de los principales asistentes de Feced en estos crímenes fueron José Rubén Lo Fiego y Mario Alfredo Marcote.
El Servicio de Inteligencia es ahora un monumento denominado Centro Popular de la Memoria, conservados por una organización de los familiares de las víctimas.

## Las investigaciones iniciales
De acuerdo a la extensa investigación realizada después del final del Proceso, 720 personas fueron «desaparecidas» en Santa Fe y 350 en Rosario. Feced, junto con el entonces comandante del II Cuerpo de Ejército Leopoldo Galtieri, se considera responsable de la mayoría de ellos. Antes del cierre de la causa contra él, Feced fue acusado de 270 crímenes de lesa humanidad. Aunque Rosario tenía menos cantidad de «desaparecidos» que otras áreas metropolitanas, la proporción de los secuestrados que fueron liberados de los centros de detención y campamentos también es menor, y hubo muchas más víctimas de tortura y asesinato.
El Consejo Supremo del Consejo Armado inició una investigación acerca de Feced en 1983, y produjo una gran cantidad de documentación que incluye listas de personas desaparecidas, los entierros anónimos en un cementerio de Rosario, y decenas de colaboradores penal.

## Encubrimiento de Feced y su supuesta muerte
Esta investigación se llevó a tres años antes de que fuera transmitido a la Justicia Federal en Rosario. Feced, en teoría, estaba en la cárcel desde la apertura oficial del caso el 31 de enero de 1984, fue trasladado por la justicia a la custodia del Hospital Militar de Campo de Mayo (Buenos Aires). Allí se afirma haber sido sometido a cirugía de corazón en 1985. En ese momento, sin embargo, en realidad estaba libre en Formosa. Estos hechos apuntan a la complicidad y la protección de poderosos intereses (militares, funcionarios del gobierno y algunos poderosos empresarios como Alberto Gollán). El 21 de julio de 1986, Feced fue declarado oficialmente muerto por el Hospital Militar.
Muchos de los testigos, sobrevivientes del Servicio de Inteligencia, afirman haber visto a Feced vivo después de esa fecha. Un libro de admisión del Hotel Ariston de Rosario, presentado como prueba ante el tribunal por el periodista Claudio De Luca, mostró una firma con la escritura a mano Feced, de fecha 29 de julio de 1988. Francisco Oyarzábal, hermano de una víctima asesinada, informó que Feced había sido visto con vida en Paraguay.
La investigación del Servicio de Inteligencia caso fue archivado en 1987 después de la aprobación de las leyes de Obediencia Debida y de Punto Final, durante la presidencia de Raúl Alfonsín, que limita la rendición de cuentas de violaciones de los derechos humanos a los niveles más altos de la jerarquía militar (que ya habían sido juzgados) y poner fin a las investigaciones penales en curso en los niveles inferiores.
El 15 de diciembre de 1989, el Tribunal Penal Federal de Rosario, sin dar más peso a las inconsistencias anteriores, declaró extinto el caso en contra de Feced debido a su supuesta muerte. El resto de las personas involucradas en los crímenes del Servicio de Inteligencia fueron indultados por decreto del presidente Carlos Menem en 1989-1990.

## La investigación de Del Frade
La investigación realizada por el periodista Carlos del Frade, desde 1999, y publicado en 2002, muestra que el pasado domicilio de Feced se encontraba en la ciudad de Buenos Aires. A pesar de que fue supuestamente enfermo y senil, uno de sus antiguos vecinos, entrevistados por Del Frade, contradice esta impresión.
En el cementerio de San Antonio en Formosa, en el área reservada para los miembros de la Gendarmería, hay una tumba con el nombre de Agustín Feced, y un anuncio en el periódico local La Mañana dice que fue enterrado allí el mismo día de su muerte, a las 5:30 p. m. Los registros oficiales del cementerio muestran que sólo una persona fue enterrada allí ese día, y no es Feced. En un cuaderno viejo que lleva un registro clandestino, sí aparece el nombre de Feced, pero el horario de ingreso del féretro no condice con los horarios de atención del cementerio. Esto fue escrito por Ramón Giménez, yerno de Feced y un alto funcionario del gobierno. El ataúd se encuentra junto a otro que data de mediados de la década de 1990, a casi 3 metros de altura sobre el suelo. De acuerdo con el guardián del cementerio, San Antonio no tenía elevadores para ataúdes en ese entonces.

## Reapertura del caso
El caso contra los agentes de la División de Inteligencia, incluyendo a Feced y muchos de sus colaboradores, fue reabierto por el juez federal Omar Digerónimo el 9 de junio de 2004, cuando el mismo ordenó una serie de detenciones. José Lo Fiego, Mario Marcote, y otro expolicía, José Carlos Scortechini, se entregaron casi de inmediato, pero negaron todas las acusaciones.